# Fabienne Gyr
Fabienne Gyr (* 3. Januar 1988 als Fabienne Bamert)  ist eine Schweizer Radio- und Fernsehjournalistin und Moderatorin.

## Leben
Gyr stammt aus Oberägeri. Ihre journalistische Karriere startete sie bei Radio Central. Im Jahr 2007 war sie Kandidatin bei den Miss-Schweiz-Wahlen. Seit 2009 arbeitet Gyr beim Zentralschweizer Fernsehen Tele 1 und moderiert dort die Nachrichten, das Unterhaltungsformat Unterwegs sowie diverse Live-Übertragungen der Luzerner Fasnacht und von Schwingfesten. Zuletzt war Gyr Moderationsleiterin.
Seit Januar 2020 moderiert Fabienne Gyr die Sendung Samschtig-Jass beim Fernsehsender SRF 1.
Im August 2022 heiratete sie ihren langjährigen Freund Mario Gyr.